# 九州石油
九州石油株式会社（きゅうしゅうせきゆ、英文社名 Kyushu Oil Co., Ltd.）は、かつて石油製品の精製・販売、ガソリンスタンドの運営などを行っていた企業である。

## 概要
八幡化学工業、木下商店、八幡製鐵、大洋漁業、九州電力、小野田セメントの出資により、1960年（昭和35年）に設立された。

国内第７位の石油元売りだったが、原油価格の高騰で経営が悪化。 独立経営を断念し、国内最大手の新日本石油（三菱石油と合併し現ENEOS）に買収された。 両社は合併を決定し、2008年3月に覚書を締結した。同年6月、合併に向けて両社は日本石油を除く全株主が保有する全株式を取得し、ストーク石油（自己株式）80％、新日本石油20％の保有となる。 両社は、ストーク石油株式会社を完全子会社とする株式取得契約を締結した。翌7月には製油部門を分割し、新日石の子会社である新日本石油精製（新日精、現・ENEOS）に移管する会社分割契約ならびに新日石を存続会社とする合併契約を締結したその1ヵ月後、両社はストーク石油の石油精製部門を分割して新日本石油の子会社である日本石油精製株式会社（現ENEOS）に譲渡する会社分割契約と、日本石油精製株式会社（現ENEOS）との合併契約を締結した。 石油が存続会社となる。。同年8月に新日石が実質完全子会社化し、同年10月1日をもって製油部門を分割し新日精に移管後、新日石に吸収合併されて解散した。
ガソリンスタンドのブランド名は「STORK」だったが、合併によりENEOSに変更された。
なお、合併準備前の筆頭株主は新日本製鐵（現・日本製鉄）で、同社の副社長経験者を社長に迎えるのが慣例となっていた。最後の社長となった木原誠もそうであり、合併準備によって新日本製鐵との資本関係が絶えても最後（合併前日）まで社長を務めた。

## 事業内容

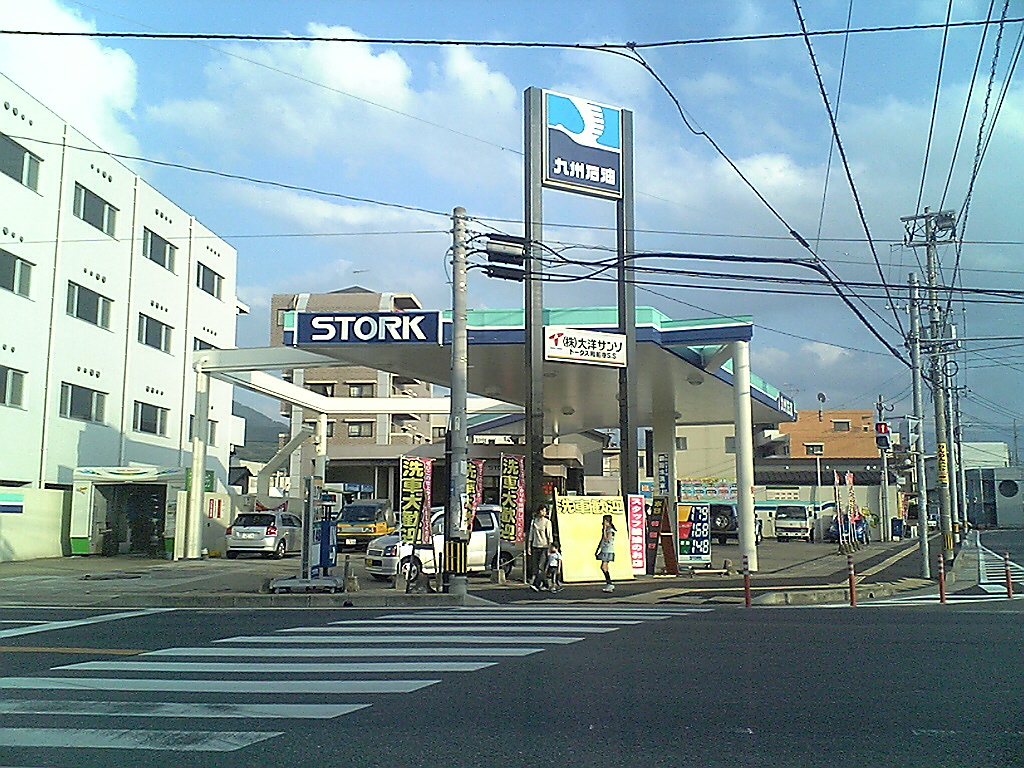
九州石油SSの店舗例（福岡市西区）
1986年に採用されたカラーリング、ENEOSへのブランド変更時まで使われた。

社名通り、九州全域（沖縄県を含まず）を主な営業エリアとしていた。また、関東地方の各都県、山梨県、静岡県、岡山県、山口県にも少ないながらSTORKブランドのガソリンスタンドが存在した。店舗数は2007年時点で670店舗、ピークの1995年時点で887店舗。
大分県大分市の大分製油所（現・ENEOS大分製油所）を社で保有していた。大分製油所内には出力13.7万kWの火力発電所があり、九州電力への卸電力事業も行っていた。又、この製油所を保有していたのが縁で2006年2月から新日本石油に吸収合併された後の2010年2月までの4年に渡り、大分スポーツ公園内の総合競技場（現在のクラサスドーム大分）及び野球場（現在のクラサススタジアム）のスポンサー及び命名権契約を結んでおり（契約解消理由として、当時の新日本石油側が年に1度更新を行ってきたスポンサー及び命名権契約を、JOMOブランドの給油所を運営してきたジャパンエナジーを傘下に持つ日本鉱業を合併するのに伴って継続困難と判断した為である）、それぞれ九州石油ドーム（略称・九石ドーム）及びストーク球場という名称（新日本石油に吸収合併された後も、契約終了までそれぞれの名称は継続）で使用されていた。
本社は東京都千代田区にあり、東京ドームにもベンチ席に広告を出していた。

## 主要事業所
- 本社 - 東京都千代田区丸の内一丁目6番6号
- 東京支店 - 東京都千代田区丸の内一丁目6番6号
- 福岡支店 - 福岡県福岡市中央区天神一丁目1番1号
- 福岡油槽所 - 福岡県福岡市中央区荒津一丁目5番
- 大分製油所 - 大分県大分市大字一の洲1番地1
  - 原油処理能力：155,000バレル/日

## 沿革
- 1960年（昭和35年）12月20日 - 会社設立。
- 1963年（昭和38年）11月 - 大分製油所発足。
- 1964年（昭和39年）3月16日 - 大分製油所操業開始。
- 1986年（昭和61年） - 給油所のカラーリングを、ストークブルー・ホワイト・ソリッドブルーの3色の組み合わせをベースとしたものに変更[7]。
- 2008年（平成20年）8月 - 新日本石油が自己株式を除く全株式を取得し、実質的に完全子会社化。
- 2008年（平成20年）10月1日 - 石油精製事業などを会社分割によって新日本石油精製に移管後、新日本石油に吸収合併されて解散。

## 合併準備前の主要株主
2008年7月現在。
- 新日本製鐵（株） 36.0%
- 昭和電工（株） 10.0%
- 新日本石油（株） 10.0%
- 丸紅（株） 10.0%
- 三井物産（株） 10.0%
- 九州電力（株） 7.1%
- 伊藤忠商事（株） 5.0%
- （株）みずほコーポレート銀行 5.0%
- （株）みずほ銀行 5.0%
- ほか

## その他
兵庫県豊岡市にSTORKブランドのガソリンスタンドは存在しなかったが、ブランド名にちなみ同市におけるコウノトリの放鳥事業を支援していた。また、サッカー教室やバレーボール教室を随時開催するなど、スポーツ支援事業にも力を入れていた。小学3年生以下の子供を対象とするサッカー大会「ストークカップ」は、九州石油の主催で行われていた。
このうちコウノトリの放鳥事業は、会社の吸収合併後も新日本石油 → JX日鉱日石エネルギー → JXエネルギー → JXTGエネルギー → ENEOSに継承されている。